# Jean-Marie Tétart
Pour les articles homonymes, voir Tétart.
Jean-Marie Tétart, né le 1er septembre 1949 à Tigny-Noyelle, est un haut fonctionnaire et homme politique français, membre des Républicains. Il est député des Yvelines entre juin 2012 et juin 2017.

## Biographie
Fils d'un père tâcheron puis jardinier et d'une mère femme de ménage, Jean-Marie Tétart grandit dans les Yvelines à Boissets, où il effectue une grande partie de sa scolarité avant de rejoindre le collège Saint-Exupéry de Mantes-la-Jolie et le lycée Saint-Louis à Paris en classe préparatoire. Il devient par la suite ingénieur des travaux publics de l’État, option génie sanitaire en 1973 puis ingénieur des Ponts et Chaussées en 1984, par concours professionnel.

## Carrière professionnelle
Il occupe différents postes au sein du ministère de l’Équipement, avant d’être mis à disposition de la Fédération mondiale des cités unies et villes jumelées de 1989 à 1997.
En tant que chargé de mission interministériel (ministère de l'Environnement, ministère de l'Équipement et des Transports, ministère de la Jeunesse et des Sports) sur le développement de la politique cyclable, il est à l’origine du « Schéma national véloroutes - voies vertes ». Il deviendra d'ailleurs président de l'Association européenne des voies Vertes (jusqu’en 2007).

## Parcours politique
Il obtient son premier mandat en tant que maire de Boissets à 29 ans en 1978, occupant cette fonction jusqu'en 1983. Par la suite, il devient conseilleur municipal de Gressey de 1983 à 1989, conseiller municipal de Houdan de 1989 à 1995, puis maire de Houdan en 1995.
Il devient conseiller général du canton de Houdan en 2004, puis vice-président du conseil général des Yvelines chargé des routes, des transports, des déplacements et de la coopération décentralisée jusqu'en 2014.
En 1998, il crée la communauté de communes du Pays Houdanais, dont il assure la présidence jusqu'en 2012.
Il est élu député lors des élections législatives de 2012 dans la 9e circonscription des Yvelines. 
En 2012, alors vice-président du conseil général des Yvelines, il crée le groupement d'intérêt public (GIP) Yvelines Coopération Internationale et Développement (YCID) dont il devient le président. Ce GIP est chargé de la coopération décentralisée du département des Yvelines (2e budget départemental de France en volume). 
Il devient ainsi membre du conseil d'administration de l'Agence française de développement, puis de celui d'Expertise France. Il est aussi nommé secrétaire national à la coopération et à la francophonie au sein du parti Les Républicains.
En 2023, il devient président du programme Solidarité-Eau, réseau national engagé pour l'accès à l'eau et l'assainissement pour tous.
Il soutient Jean-François Copé pour la primaire présidentielle des Républicains de 2016. À la suite des révélations du Canard Enchaîné sur l'affaire Fillon concernant le candidat du parti Les Républicains à l'élection présidentielle, il fait part de ses doutes quant aux possibilités de victoire de ce dernier mais annonce continuer à soutenir son programme et à faire campagne pour l'alternance.
Candidat à sa réélection lors des élections législatives de 2017, il est battu par le candidat de la Majorité présidentielle Bruno Millienne.

### Résultats électoraux
|                | Jean-Marie Tétart élu | UMP                  | 17 502 | 36,06  | 26 582 | 56,83  |  |  |  |  |  |
|                | Mounir Satouri        | EÉLV (PS)            | 16 146 | 33,26  | 20 192 | 43,17  |  |  |  |  |  |
|                | Pierre Chassin        | FN                   | 9 134  | 18,82  |        |        |  |  |  |  |  |
|                | Navid Hussain-Zaidi   | FG (GU)              | 2 332  | 4,80   |        |        |  |  |  |  |  |
|                | François Martin       | Divers droite (PCD)  | 781    | 1,61   |        |        |  |  |  |  |  |
|                | Robert Gronoff        | Divers droite (DLR)  | 710    | 1,46   |        |        |  |  |  |  |  |
|                | Christiane Gadé       | Extrême droite (MNR) | 701    | 1,44   |        |        |  |  |  |  |  |
|                | Philippe Gommard      | Extrême gauche (LO)  | 500    | 1,03   |        |        |  |  |  |  |  |
|                | Christophe Horen      | Divers droite (MPF)  | 425    | 0,88   |        |        |  |  |  |  |  |
|                | Sylvie Lauffenburger  | Extrême gauche (NPA) | 311    | 0,64   |        |        |  |  |  |  |  |
|                |                       |                      |        |        |        |        |  |  |  |  |  |
| Inscrits       | Inscrits              | Inscrits             | 89 317 | 100,00 | 89 312 | 100,00 |  |  |  |  |  |
| Abstentions    | Abstentions           | Abstentions          | 39 834 | 44,60  | 40 946 | 45,85  |  |  |  |  |  |
| Votants        | Votants               | Votants              | 49 483 | 55,40  | 48 366 | 54,15  |  |  |  |  |  |
| Blancs et nuls | Blancs et nuls        | Blancs et nuls       | 941    | 1,90   | 1 592  | 3,29   |  |  |  |  |  |
| Exprimés       | Exprimés              | Exprimés             | 48 542 | 98,10  | 46 774 | 96,71  |  |  |  |  |  |

| Candidat                          | Candidat                        | Parti          | Premier tour | Premier tour | Second tour | Second tour |  |
| Candidat                          | Candidat                        | Parti          | Voix         | %            | Voix        | %           |  |
| --------------------------------- | ------------------------------- | -------------- | ------------ | ------------ | ----------- | ----------- |  |
|                                   | Jean-Marie Tétart sortant réélu | UMP            | 3 768        | 48,46        | 5 640       | 75,05       |  |
|                                   | Elie Prudhomme                  | FN             | 1 495        | 19,23        | 1 875       | 24,95       |  |
|                                   | Joël Chérioux                   | PS             | 1 261        | 16,22        |             |             |  |
|                                   | Marie Banerjee                  | EÉLV           | 966          | 12,42        |             |             |  |
|                                   | Tilia Mezieres                  | PCF            | 286          | 3,68         |             |             |  |
|                                   |                                 |                |              |              |             |             |  |
| Inscrits                          | Inscrits                        | Inscrits       | 18 345       | 100,00       | 18 343      | 100,00      |  |
| Abstentions                       | Abstentions                     | Abstentions    | 10 418       | 56,79        | 10 153      | 55,35       |  |
| Votants                           | Votants                         | Votants        | 7 927        | 43,21        | 8 190       | 44,65       |  |
| Blancs et nuls                    | Blancs et nuls                  | Blancs et nuls | 151          | 1,9          | 675         | 8,24        |  |
| Exprimés                          | Exprimés                        | Exprimés       | 7 776        | 98,1         | 7 515       | 91,76       |  |
| Source : Ministère de l'Intérieur |                                 |                |              |              |             |             |  |

## Mandats actuels
- Maire de Houdan depuis 1995 ;
- Président de la communauté de communes du Pays Houdanais depuis 2020.

## Anciens mandats
- Maire de Boissets (1978-1983) ;
- Député des Yvelines (2012-2017) ;
- Conseiller municipal de Gressey (1983-1989) ;
- Conseiller municipal de Houdan (1989-1995) ;
- Président de la communauté de communes du Pays Houdanais (1998-2012) ;
- Conseiller général du canton de Houdan, vice-président du conseil général chargé des routes, Transports et déplacements et de la coopération décentralisée (2004-2014).